# Aeropuerto de San Juan de los Morros
El Aeropuerto de San Juan de los Morros es un aeropuerto público de  Venezuela que está ubicado en el norte del país, en el  Estado Guárico, a 80 km (kilómetros) al suroeste de  Caracas, y a una altitud de 427 m s. n. m. (metros sobre el nivel del mar). Este aeropuerto sirve principalmente a la ciudad de San Juan de los Morros y poblaciones cercanas.